# Elizabeth Field
Elizabeth Field est une joueuse américaine de volley-ball née le 4 décembre 1990 à Santa Rosa (Californie). Elle joue au poste de central. De la saison 2018/2019 il est dans finnois l'équipe de LiigaPloki.